# 2020-as Formula–E Mexikóváros nagydíj
A 2020-as Formula–E Mexikóváros nagydíjat február 15-én rendezték meg az Autódromo Hermanos Rodríguez versenypályán. Ez volt a 2019–2020-as szezon negyedik versenyhétvégéje. A futamot Mitch Evans nyerte meg.

## Eredmények

### Időmérő
| Pozíció | #  | Versenyző              | Csapat           | CS         | SP       | Rajthely |
| ------- | -- | ---------------------- | ---------------- | ---------- | -------- | -------- |
| 1.      | 36 | André Lotterer         | Porsche          | 1:08.346   | 1:07.922 | 1        |
| 2.      | 20 | Mitch Evans            | Jaguar           | 1:08.174   | 1:07.985 | 2        |
| 3.      | 94 | Pascal Wehrlein        | Mahindra         | 1:08.362   | 1:08.200 | 24[a]    |
| 4.      | 17 | Nyck de Vries          | Mercedes         | 1:08.294   | 1:08.214 | 3        |
| 5.      | 23 | Sébastien Buemi        | e.dams-Nissan    | 1:08.363   | 1:08.364 | 4        |
| 6.      | 2  | Sam Bird               | Virgin-Audi      | 1:08.394   | 1:08.444 | 5        |
| 7.      | 4  | Robin Frijns           | Virgin-Audi      | 1:08.435   |          | 6        |
| 8.      | 7  | Nico Müller            | Dragon–Penske    | 1:08.479   |          | 7        |
| 9.      | 25 | Jean-Éric Vergne       | Techeetah-DS     | 1:08.496   |          | 8        |
| 10.     | 13 | António Félix da Costa | Techeetah-DS     | 1:08.540   |          | 9        |
| 11.     | 5  | Stoffel Vandoorne      | Mercedes         | 1:08.636   |          | 10       |
| 12.     | 48 | Edoardo Mortara        | Venturi-Mercedes | 1:08.661   |          | 11       |
| 13.     | 22 | Oliver Rowland         | e.dams-Nissan    | 1:08.726   |          | 12       |
| 14.     | 64 | Jérôme d’Ambrosio      | Mahindra         | 1:08.788   |          | 23[a]    |
| 15.     | 6  | Brendon Hartley        | Dragon–Penske    | 1:08.878   |          | 13       |
| 16.     | 18 | Neel Jani              | Porsche          | 1:08.880   |          | 14       |
| 17.     | 11 | Lucas di Grassi        | Audi             | 1:08.998   |          | 15       |
| 18.     | 28 | Maximilian Günther     | Andretti-BMW     | 1:09.098   |          | 16       |
| 19.     | 51 | James Calado           | Jaguar           | 1:09.331   |          | 17       |
| 20.     | 27 | Alexander Sims         | Andretti-BMW     | 1:09.376   |          | 18       |
| 21.     | 19 | Felipe Massa           | Venturi-Mercedes | 1:09.450   |          | 19       |
| 22.     | 33 | Ma Csing-hua           | NIO              | 1:10.176   |          | 20       |
| Hn      | 3  | Oliver Turvey          | NIO              | 2:10.061   |          | 21[b]    |
| Hn      | 66 | Daniel Abt             | Audi             | idő nélkül |          | 22[c]    |
| Forrás: |    |                        |                  |            |          |          |

Megjegyzések:
- ↑ a:  A Mahindra Racing autóiban két alkalommal is váltót kellett cserélni, ezért mindkét versenyző 40 rajthelyes büntetésben részesült.[5][6] Egyik versenyző sem tudta teljesen letölteni a büntetést, ezért Jérôme d’Ambrosio egy tíz másodperces un. "stop-and-go" büntetést kapott, míg Pascal Wehrleint egy boxutca áthajtásos büntetéssel sújtották.[7][8]
- ↑ b:  Oliver Turvey autója meghbiásodott a kvalifikáció során. Ennek ellenére a versenyen elindulhatott.[9]
- ↑ c:  Daniel Abt autóját nem sikerült időben megjavítani, így a német nem teljesített mért kört a kvalifikáció során. Ennek ellenére a versenyen elindulhatott.[10]

### Verseny
| Pozíció | #  | Versenyzó              | Csapat           | Körök | Idő/kiesés oka   | Rajthely | Pontok  |
| ------- | -- | ---------------------- | ---------------- | ----- | ---------------- | -------- | ------- |
| 1.      | 20 | Mitch Evans            | Jaguar           | 36    | 46:42.093        | 2        | 25+1[d] |
| 2.      | 13 | António Félix da Costa | Techeetah-DS     | 36    | +4.271           | 9        | 18      |
| 3.      | 23 | Sébastien Buemi        | e.dams-Nissan    | 36    | +6.181           | 4        | 15      |
| 4.      | 25 | Jean-Éric Vergne       | Techeetah-DS     | 36    | +14.331          | 8        | 12      |
| 5       | 27 | Alexander Sims         | Andretti-BMW     | 36    | +19.244          | 18       | 10+1[e] |
| 6.      | 11 | Lucas di Grassi        | Audi             | 36    | +28.346          | 15       | 8       |
| 7.      | 22 | Oliver Rowland         | e.dams-Nissan    | 36    | +29.750          | 12       | 6       |
| 8.      | 48 | Edoardo Mortara        | Venturi-Mercedes | 36    | +30.204          | 11       | 4       |
| 9.      | 94 | Pascal Wehrlein        | Mahindra         | 36    | +31.132          | 24       | 2       |
| 10.     | 64 | Jérôme d’Ambrosio      | Mahindra         | 36    | +32.818          | 23       | 1       |
| 11.     | 28 | Maximilian Günther     | Andretti-BMW     | 36    | +35.512          | 16       |         |
| 12.     | 6  | Brendon Hartley        | Dragon–Penske    | 36    | +36.399          | 13       |         |
| 13.     | 3  | Oliver Turvey          | NIO              | 36    | +50.888          | 21       |         |
| 14.     | 18 | Neel Jani              | Porsche          | 36    | +1:04.891        | 14       |         |
| Hn      | 5  | Stoffel Vandoorne      | Mercedes         | 35    | +1 kör           | 10       |         |
| Ki      | 2  | Sam Bird               | Virgin-Audi      | 31    | baleset          | 5        |         |
| Ki      | 66 | Daniel Abt             | Audi             | 30    |                  | 22       |         |
| Ki      | 33 | Ma Csing-hua           | NIO              | 25    | baleset          | 20       |         |
| Ki      | 17 | Nyck de Vries          | Mercedes         | 18    | fékek            | 3        |         |
| Ki      | 36 | André Lotterer         | Porsche          | 11    | baleseti sérülés | 1        | 3[f]    |
| Ki      | 19 | Felipe Massa           | Venturi-Mercedes | 6     | baleset          | 19       |         |
| Ki      | 7  | Nico Müller            | Dragon–Penske    | 2     | baleset          | 7        |         |
| Kiz[g]  | 51 | James Calado           | Jaguar           | 36    | energiahasználat | 17       |         |
| Kiz[g]  | 4  | Robin Frijns           | Virgin-Audi      | 36    | energiahasználat | 6        |         |
| Forrás: |    |                        |                  |       |                  |          |         |

Megjegyzések:
- ↑ d:  +1 pont a csoportkörben megfutott leggyorsabb körért.
- ↑ e:  +1 pont a leggyorsabb körért.
- ↑ f:  +3 pont a pole-pozícióért.
- ↑ g:  Robins Frijnst és James Caladót kizárták, amiért túl sok energiát használtak el a verseny során.[12][13]

## A bajnokság állása a verseny után
(Teljes táblázat)
| H  | Versenyzők             | Pont | H  | Konstruktőrök | Pont |
| -- | ---------------------- | ---- | -- | ------------- | ---- |
| 1. | Mitch Evans            | 47   | 1. | Andretti–BMW  | 71   |
| 2. | Alexander Sims         | 46   | 2. | Jaguar        | 57   |
| 3. | António Félix da Costa | 39   | 3. | Mercedes      | 56   |
| 4. | Stoffel Vandoorne      | 38   | 4. | Techeetah–DS  | 55   |
| 5. | Lucas di Grassi        | 32   | 5. | e.dams–Nissan | 43   |

- Jegyzet: Csak az első 5 helyezett van feltüntetve mindkét táblázatban.